# Gärds kontrakt
Gärds kontrakt var ett kontrakt i Lunds stift inom Svenska kyrkan som existerade under två tidsperioder. Det senare kontraktet upphörde 31 december 2000 då ingående församlingar övergick till Villands och Gärds kontrakt.
Kontraktskoden var 0718.

## Administrativ historik
Kontraktet finns dokumenterat från 1569 och omfattade i sin första version från 1696 fram till 1962
- Västra Vrams församling
- Östra Vrams församling
- Linderöds församling
- Äsphults församling
- Everöds församling som senare 2000 uppgick i Everödsbygdens församling
- Östra Sönnarslövs församling som senare 2000 uppgick i Everödsbygdens församling
- Lyngsjö församling som senare 2000 uppgick i Everödsbygdens församling
- Degeberga församling
- Vittskövle församling
- Maglehems församling
- Hörröds församling
- Huaröds församling
- Svensköps församling som 1962 överfördes till Frosta kontrakt
- Norra Åsums församling som 1952 överfördes till Villands kontrakt
- Vä församling som 1927 tillförts från Villands kontrakt
- Skepparslövs församling
- Köpinge församling
- Träne församling
- Djurröds församling

1962 upphörde detta första Gärds kontrakt och församlingarna övergick till Gärds och Albo kontrakt
1974 (informellt något år tidigare) återuppstod kontraktet med de församlingar som 1962 övergick i det vid samma tid upphörda Gärds och Albo kontrakt samt med församlingar tillförda från Östra Göinge kontrakt
- Färlövs församling
- Norra Strö församling
- Önnestads församling

## Kontraktsproster
| Ämbetstid | Namn                    | Levnadstid | Övrigt                                                                        |
| --------- | ----------------------- | ---------- | ----------------------------------------------------------------------------- |
| 1383      | Benedictus              |            |                                                                               |
| 1460      | Karl Nielssön           |            |                                                                               |
| 1470      | Beynt                   |            | Kyrkoherde i Östra Sönnarslövs församling.                                    |
| 1491      | Niels Andersen          |            | Kyrkoherde i Köpinge församling.                                              |
| 1584      | Tyge Pedersen           |            | Kyrkoherde i Vä församling.                                                   |
| 1599–1630 | Jörgen Christoffersen   | 1560–1630  | Kyrkoherde i Vä församling och Kristianstads Heliga Trefaldighets församling. |
| 1630–1642 | Jörgen Jacobsen         |            | Kyrkoherde i Norra Åsums församling.                                          |
| 1646      | Hans Göe                |            | Kyrkoherde i Vittskövle församling.                                           |
| 1648–1675 | Claus Marquorsen        |            | Kyrkoherde i Träne församling.                                                |
| 1675–1679 | Stheen Pedersen         |            | Kyrkoherde i Everöds församling.                                              |
| 1681–1682 | Christen Lauridsön      |            | Kyrkoherde i Vittskövle församling.                                           |
| 1682–1707 | Andreas Hellman         | 1646–1707  | Kyrkoherde i Kristianstads Heliga Trefaldighets församling.                   |
| 1708–1718 | Turo Liebman            | 1660–1718  | Kyrkoherde i Kristianstads Heliga Trefaldighets församling.                   |
| 1719–1739 | Pridbjörn Blanxius      |            | Kyrkoherde i Köpinge församling.                                              |
| 1740–1747 | Nicolaus Nobelius       |            | Kyrkoherde i Västra Vrams församling.                                         |
| 1748–1754 | Laurentius Rawe         |            | Kyrkoherde i Vittskövle församling.                                           |
| 1770–1777 | Johan Bolmstedt         |            | Kyrkoherde i Västra Vrams församling.                                         |
| 1779–1791 | Zacharias Aron Kihlgren |            | Kyrkoherde i Köpinge församling.                                              |
| 1791–1795 | Christian Hagerman      |            | Kyrkoherde i Vittskövle församling.                                           |
| 1795–1798 | Joseph Roxén            |            | Kyrkoherde i Everöds församling.                                              |
| 1798–1814 | Anders Krook            |            | Kyrkoherde i Köpinge församling.                                              |
| 1814–1835 | Carl Sonnberg Rönbeck   |            | Kyrkoherde i Norra Åsums församling.                                          |
| 1835–1849 | Jöns Peter Liljeborg    |            | Kyrkoherde i Västra Vrams församling.                                         |
| 1849–     | Christian Wilhelm Rodhe |            | Kyrkoherde i Everöds församling.                                              |